# Here It Comes Slowly
Pistes de Tostaky
- Ici Paris
(2)
Here It Comes Slowly est une chanson de Noir Désir qui ouvre l'album Tostaky en 1992.
Dans cette chanson, le groupe évoque la montée de l'extrême droite qu'il combat.
Une version live figure sur l'album Dies irae  (1994). La chanson est également présente dans la compilation En route pour la joie (2001). L’édition anniversaire de Tostaky sortie en 2012 à l'occasion des 20 ans de l'album, comporte également une version live enregistrée  à Vandœuvre-lès-Nancy en 1993 et une version « Pré-Production » enregistrée en 1992 à La Grosse Rose, le studio personnel du groupe.

## Interprètes
- Bertrand Cantat – chant, guitare
- Serge Teyssot-Gay - guitare
- Denis Barthe - batterie, chœurs
- Frédéric Vidalenc - basse, chœurs